# Omicron Velorum
Omicron Velorum (ο Vel / ο Velorum) è una stella bianco-azzurra nella sequenza principale di magnitudine 3,63 situata nella costellazione delle Vele, al centro di un ammasso stellare. La distanza è stimata sui 495 anni luce dal sistema solare.

## Osservazione
Si tratta di una stella situata nell'emisfero australe celeste, posta al centro del brillante ammasso aperto IC 2391, ben visibile anche ad occhio nudo, di cui costituisce l'astro più brillante. La sua posizione è fortemente australe e ciò comporta che la stella sia osservabile prevalentemente dall'emisfero sud, dove si presenta circumpolare anche da gran parte delle regioni temperate; dall'emisfero nord la sua visibilità è invece limitata alle regioni temperate inferiori e alla fascia tropicale. Essendo di magnitudine 3,6, la si può osservare anche dai piccoli centri urbani senza difficoltà, sebbene un cielo non eccessivamente inquinato sia maggiormente indicato per la sua individuazione.
Il periodo migliore per la sua osservazione nel cielo serale ricade nei mesi compresi fra dicembre e maggio; nell'emisfero sud è visibile anche all'inizio dell'inverno, grazie alla declinazione australe della stella, mentre nell'emisfero nord può essere osservata in particolare durante i mesi della tarda estate boreale.

## Caratteristiche fisiche
La stella è una bianco-azzurra nella sequenza principale; ha una massa 7 volte quella solare e possiede una magnitudine assoluta di -2,28. La sua velocità radiale positiva indica che la stella si sta allontanando dal sistema solare. È inoltre una stella variabile appartenente al tipo B lentamente pulsante, che oscilla fra le magnitudini 3,56 e 3,67 in circa 3 ore e 7 minuti.